# GRiDPad

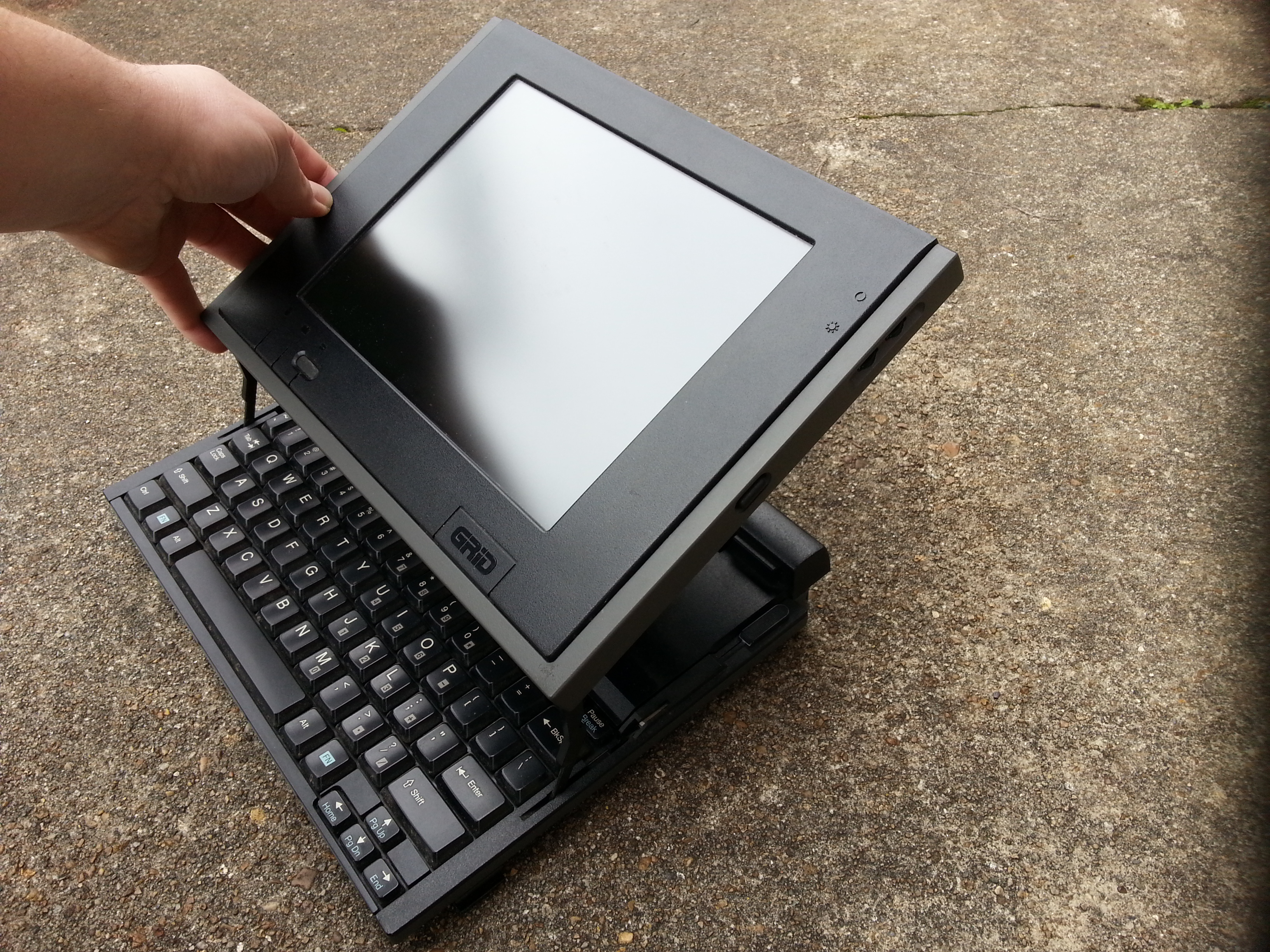
GridPad 2260 „laptop” módban

A GRiDPad egy érintőképernyős korai táblagép. A GRiD Systems Corporation készítette 1989-ben. Ez az első fogyasztóknak készült, kereskedelmi forgalomba kerülő táblagép. MS-DOS operációs rendszert tud futtatni. Kijelzője egy 10 hüvelykes monokróm kijelző, az akkumulátora pedig körülbelül 3 óráig tudja működtetni. Egy toll alakú eszköz segíti a felhasználót a készülék használatában. Habár ugyanaz az operációs rendszer futott rajta, mint a személyi számítógépeken, mégsem arra tervezték, hogy helyettesítse a teljes méretű PC-ket. Ára 2 370 dollár volt kiadásakor.
Ezt további hasonló árú táblagépek követték: a Momenta Pentop (1991), a Compaq Concerto (1992), és az AT&T EO PC (1993).

## Adatok
A GRiDPad a következőket tartalmazza:
- 10 MHz-es 80C86 processzor
- MS-DOS operációs rendszer
- egy monokróm 640x400-as felbontású CGA kijelző
- 1 vagy 2 MB rendszermemória
- Egy soros port, két ATA-FLASH foglalat, és egy bővítőbusz-csatlakozó